# Massilly
Massilly ist eine französische Gemeinde mit 308 Einwohnern (Stand: 1. Januar 2022) im Département Saône-et-Loire in der Region Bourgogne-Franche-Comté (vor 2016 Burgund). Die Gemeinde gehört zum Arrondissement Mâcon und zum Kanton Cluny.

## Geografie
Massilly liegt etwa 23 Kilometer nordwestlich von Mâcon und etwa 33 Kilometer südsüdwestlich von Chalon-sur-Saône.
Nachbargemeinden von Massilly sind Taizé im Norden, Bray im Osten und Nordosten, Cortambert im Osten und Südosten, Lournand im Süden und Südwesten sowie Flagy im Westen und Nordwesten.

## Bevölkerungsentwicklung
| Jahr                      | 1962 | 1968 | 1975 | 1982 | 1990 | 1999 | 2006 | 2011 | 2016 |
| Einwohner                 | 304  | 370  | 373  | 427  | 434  | 359  | 372  | 369  | 361  |
| Quelle: Cassini und INSEE |      |      |      |      |      |      |      |      |      |

## Sehenswürdigkeiten
- Menhir bzw. Pierre levée
- Kirche Saint-Denis